# 17744 Jodiefoster
17744 Jodiefoster (1998 BZ31) là một tiểu hành tinh bay qua Sao Hỏa được phát hiện ngày 18 tháng 1 năm 1998 bởi Khảo sát tiểu hành tinh OCA-DLR ở Caussols. Nó được đặt theo tên diễn viên Jodie Foster.